# Риосусио (Кальдас)
Риосусио (исп. Riosucio) — город и муниципалитет в центральной части Колумбии, на территории департамента Кальдас. Входит в состав Верхне-Западного субрегиона.

## История
Поселение, из которого позднее вырос город, было основано в 1819 году. Муниципалитет Риосусио был выделен в отдельную административную единицу 17 июня 1846 года..

## Географическое положение

Муниципалитет Риосусио

Город расположен в западной части департамента, в пределах горной местности Западной Кордильеры, к западу от реки Кауки, на расстоянии приблизительно 40 километров к северо-западу от города Манисалес, административного центра департамента. Абсолютная высота — 1775 метра над уровнем моря.
Муниципалитет Риосусио граничит на востоке с территорией муниципалитета Супия, на юго-востоке — с муниципалитетом Филадельфия, на севере — с территорией департамента Антьокия, на юге и западе — с территорией департамента Рисаральда. Площадь муниципалитета составляет 429,1 км².

## Население
По данным Национального административного департамента статистики Колумбии, совокупная численность населения города и муниципалитета в 2024 году составляла 54 078 человек.
Динамика численности населения муниципалитета по годам:
| 2005   | 2010   | 2015   | 2020   | 2021   | 2022   | 2023   | 2024   |
| ------ | ------ | ------ | ------ | ------ | ------ | ------ | ------ |
| 54 537 | 57 935 | 61 535 | 52 466 | 53 116 | 53 393 | 53 746 | 54 078 |

## Экономика
Большинство трудоспособного населения Риосусио занято сельском хозяйстве, в основном в сфере выращивания и переработки кофе и сахарного тростника.